# Gigantengrab von Perdu Pes

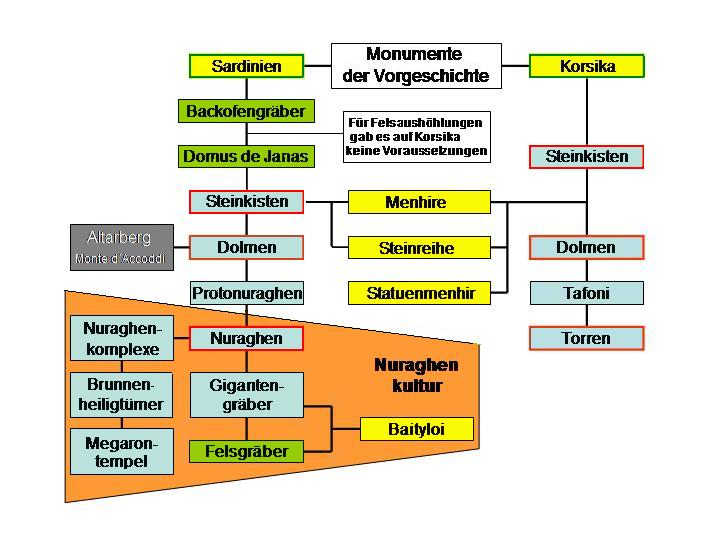
Typenreihe sardisch-korsischer Monumente

Das Gigantengrab von Perdu Pes nordwestlich von Paulilatino in der Provinz Oristano auf Sardinien ist in keinem guten Zustand. Die in Sardu „Tumbas de sos zigantes“ und auf Italienisch (plur.) „Tombe dei Giganti“ genannten Bauten sind die größten pränuraghischen Kultanlagen Sardiniens und zählen europaweit zu den spätesten Megalithanlagen. Die 321 bekannten Gigantengräber sind Monumente der bronzezeitlichen Bonnanaro-Kultur (2.200-1.600 v. Chr.), die Vorläuferkultur der Nuragher ist. Baulich treten Gigantengräber in zwei Varianten auf. Die Anlagen mit Portalstelen und Exedra gehören zum älteren Typ.
In situ befinden sich nur ein paar Blöcke der Kammer und der Exedra, während eine große Anzahl von Steinen in den benachbarten Steinmauern verbaut wurde, was teilweise sichtbar ist. Unter ihnen ist auch ein großer Block der zur halbrunden Apsis gehörte. Interessant sind drei kegelstumpfförmige Baityloi (italienisch Betili) mit einer Höhe von etwa 1,5 m und einem Durchmesser von 60–80 cm, auf der rechten Seite der Kammer. Einer der Betili hat in der Mitte der Oberseite eine runde Eintiefung unsicherer Bedeutung. Der zentrale Betili wurde in unbekannter Zeit  umgestürzt und in eine Viehtränke verwandelt.
In der Nähe liegen das Brunnenheiligtum von Santa Cristina und die Gigantengräber von Bidil ’e Pira Goronna und Muraguada.